# Ymer (isbrytare)

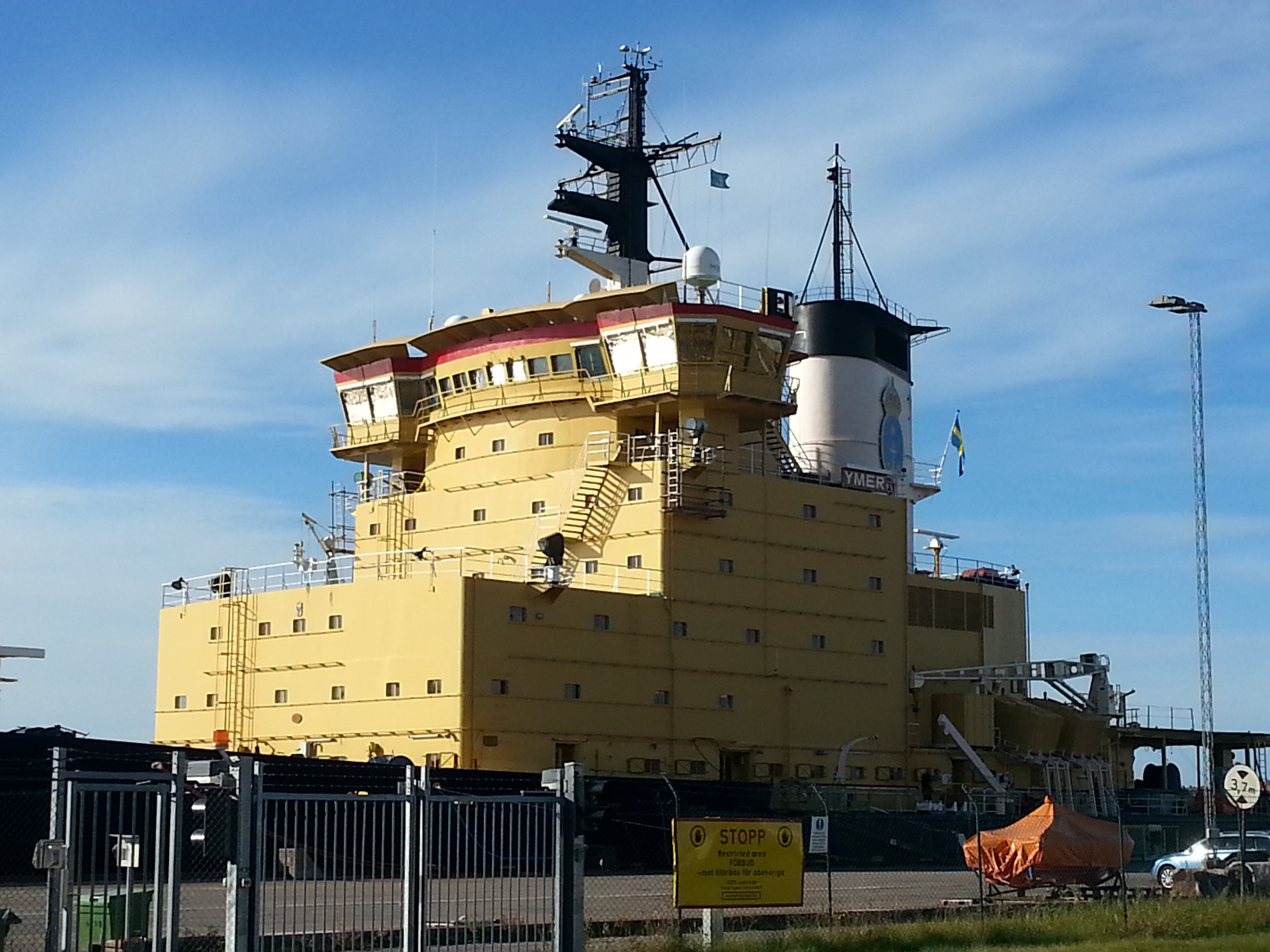
Ymer i hamn i Luleå, september 2014.

Ymers vapen.

Ymer är en svensk isbrytare som levererades 1977 som det sista av de tre fartygen i Atle-klassen. Systerfartygen är Atle och Frej. Fartyget är döpt efter jätten Ymer i nordisk mytologi. Fartyget levererades i slutet av 1977 från varvet i Helsingfors, som då ägdes av Wärtsilä-koncernen men som nu tillhör STX Finland Cruise. Byggnads- och leveranskontroll utfördes av Försvarets materielverk på uppdrag av Sjöfartsverket. Leveransprov utfördes hösten 1977 i fritt vatten i Finska viken, för att senare kompletteras med isprov i Bottenviken i april 1978. Leveranskontrollant var marinöverdirektör Ivar Oldenburg.

## Utformning
Ymer är 23,8 meter bred och 104,6 meter lång. I aktern finns en bogserklyka i vilket man kan spänna fast handelsfartyg vid bogsering. Överbyggnaden har sju våningar och inrymmer bostadsutrymmen åt fartygets besättning. Högst upp ligger bryggan som har runtomsikt. För att förbättra sikten bakåt är skorstenen förskjuten något mot fartygets babordsida.
Maskineriet är diesel-elektriskt, vilket innebär att man använder förbränningsmotorer kopplade till generatorer för att alstra ström, som sedan går till elektriska motorer som driver fartyget framåt. Maskinerna som driver generatorerna är fem stycken S.E.M.T Pielstick 12PC2.2 V-motorer. Var och en har 12 cylindrar och utvecklar vid 485 varv per minut 5 000 hästkrafter.

## Besättning
Ymers besättning består av en befälhavare, en överstyrman, fyra styrmän med isbrytarutbildning, en teknisk chef, tre fartygsingenjörer, tre motormän, en båtsman, tre matroser, en kocksteward och en mässman. Dessutom tas praktikanter med.

## Historik

### 1970-talet
Ymer sjösattes den 3 september 1976. Efter provturer under sensommaren och hösten 1977 levererades fartyget den 25 oktober till Sjöfartsverket. Efter kompletterande arbeten i Stockholm var fartyget klart för tjänst från slutet av november samma år. Den 29 december avgick Ymer som andra isbrytare från Stockholm, som då var isbrytarnas hemmahamn, och påbörjade sin första isbrytarverksamhet. Denna fortsatte till den 11 maj, då han gick tillbaka till Stockholm. Under sommaren togs fartyget docka i Åbo för garantibesiktning och vissa reparationer.
Under säsongen 1978-1979 genomförde Ymer isbrytningsverksamhet från den 12 december till den 1 juni. Nästkommande säsong påbörjades verksamheten den 31 januari, och avbröts redan den 17 april, med anledning av att Ymer skulle utrustas för en arktisk expedition som skulle genomföras under sommaren.

### "Ymer 80"
Den 18 april 1980 började Ymer vid Finnboda varv utrustas för forskningsexpeditionen, som kom att kallas "Ymer 80". Eftersom Ymer inte var klassad för arktiska farvatten meddelade Wärtsilä att skador som skulle kunna uppstå under expeditionen inte skulle inrymmas i garantiavtalet. Den 24 juni lämnade Ymer Stockholm. Besättningen bestod av 31 befäl och 24 värnpliktiga ur flottan, och med ombord fanns även 119 forskare med biträden. För att kunna inrymma alla passagerare medfördes ett antal bostads- och forskningscontainrar. Två resor gjordes med Nordnorge som utgångspunkt. Den första gick till områden runt Spetsbergen och vattnet mellan Spetsbergen och Frans Josefs land. Den andra gick förutom dessa områden även västerut till Grönland.
Förutom den forskning som genomfördes av den externa personalen, hade expeditionen även som mål att studera Ymers förmåga att ta sig fram i arktisk is. Det visade sig att bordläggningsplåtarna var starka nog, men att spanten och bottenplåtarna var för veka, vilket medförde att vissa skador uppstod. Dessa resultat låg senare till grund då isbrytaren Oden konstruerades. Efter hemkomsten förlades Ymer till Karlskronavarvet för underhåll och reparationer.

### 1980-talet
Den 20 december var Ymer åter klar för isbrytartjänst. Den 13 februari påbörjades verksamheten, och avslutades den 26 maj. Säsongen därpå påbörjades den 10 december och avslutades den 2 april. Under sommaren 1983 installerades utrustning som gjorde det möjligt att driva maskineriet på tjockolja, detta eftersom tjockolja är betydligt billigare än diesel, vilket var det tidigare drivmedlet. Ymer bedrev därefter isbrytarverksamhet under varje säsong fram till säsongen 1989-1990, då isvintern var så lindrig att hon inte behövde användas. År 1989 kapades den förliga masten, för att kunna passera under Sandöbron i Ångermanälven.  

### 1990-talet
Åren 1991-1992 byggdes Ymers brygga om, då bryggvingarna byggdes ut och försågs med större fönster.

### 2000-talet
År 2008 deltog Ymer i Sjöfartskaravanen som var ett projekt som genomfördes för att öka allmänhetens intresse för svensk sjöfart. Mellan den 22 juli och 18 augusti besöktes 18 hamnstäder runt hela Sveriges kust. Sjöfartskaravanen uppgavs via artiklar, reportage och radio- och TV-inslag ha nått minst två miljoner människor.

### 2010-talet
Hösten 2011 fick Ymer en ny bogserklyka som monterades vid Öresundsvarvet i Landskrona.

## Nya statsisbrytare
År 2015 inledde Sjöfartsverket planeringsarbetet för ersättare för de fem statsisbrytarna Oden, Frej, Ymer, Atle och Ale. Målsättningen var då att det första nya fartyget skulle tas i drift runt år 2020. Kostnaden beräknades 2015 till ca 1-1,5 miljarder kronor per fartyg. I mars 2020 tecknade Sjöfartsverket ett avtal med finländska Trafikledsverket om ett gemensamt designunderlag för nya isbrytare i Östersjön.